# Обединена система за таксономична информация
Обединена система за таксономична информация (на английски: Integrated Taxonomic Information System, ITIS) е междуправителствена организация с участието на САЩ, Канада и Мексико, а също и на други организации и специалисти, имаща за цел създаването и поддържането на пълна и всестранна общодостъпна таксономическа база данни за всички биологични видове.